# Гјанда (Пистоја)
Гјанда је насеље у Италији у округу Пистоја, региону Тоскана.
Према процени из 2011. у насељу је живело 48 становника. Насеље се налази на надморској висини од 75 м.